# Megaceros endiviaefolius
Megaceros endiviaefolius là một loài rêu trong họ Dendrocerotaceae. Loài này được Mont. Stephani mô tả khoa học đầu tiên năm 1916.